# 曲爪伊蛛
曲爪伊蛛（学名：Icius pupus）为跳蛛科伊蛛属的动物。在中国大陆，分布于浙江等地，多见于稻田。